# Коловратная гидромашина

Коловратная гидромашина, общий вид

Коловратная гидромашина — обратимая объёмная гидромашина роторного типа с вращающимися рабочими звеньями, находящимися в контакте друг с другом но не передающими крутящий момент. Вытеснение в коловратных гидромашинах производится за счёт синхронизированного вращения двух кулачковых роторов в специально профилированном корпусе.

## Устройство и принцип действия

Коловратная гидромашина в действии

[[Файл:Roots blower - 2 lobes.svg|right|thumb|Приводной нагнетатель компании Roots (англ.) на двухкулачковых роторах.
обозначения: 
1. кулачковый ротор 1
2. корпус
3. кулачковый ротор 2

1. впуск
2. перекачка
3. выпуск

анимированная версия
 По своей конструкции и принципу работы кулачковый насос близок к шестерёнчатому, и в некотором смысле может считаться его разновидностью. Отличие лишь в том, что в кулачковом насосе роторы не соприкасаются между собой ни при каких условиях, а их взаимное положение синхронизируется парой равновеликих шестерён. Привод возможен на любой из двух роторов. Уплотнение между роторами и стенками камеры обычно обеспечивается специальными пластинами, но может в ряде случаев отсутствовать, если перекачиваемая среда и прецизионность сопряжения деталей это позволяют. Сами роторы могут быть двух- или трёхкулачковые. Форма роторов не имеет единого универсального вида, но она всегда такова, чтобы при вращении роторов в любом их положении между ними отсутствовал какой-либо промежуток, кроме минимально возможного.
Принцип работы изображён на иллюстрациях и одинаково приемлем и для газов и для жидкостей.
Достоинства насоса — его малоизнашиваемость, хорошие показатели объёмного КПД для газов. Недостатком кулачкового насоса в любом исполнении является некоторая неравномерность подачи перекачиваемой жидкости/газа, что может приводить к ощутимым пульсациям в трубопроводах.

## Применение в технике
Кулачковые насосы могут одинаково хорошо применяться для перекачки газов, жидкостей (в том числе с высокой вязкостью) и плотных малотекучих пастообразных материалов (например, творог), хотя их КПД существенно изменяется от консистенции. Как и шестерёнчатые насосы, кулачковые не годятся для перекачки абразивных субстанций. Применяются в пищевой промышленности для транспортировки различных текучих продуктов: патоки, повидла, сгущёного молока, творога. Применяются как воздушные компрессоры в приводных нагнетателях для форсировки четырёхтактных ДВС и продувки двухтактных.